# Журавлёв, Василий Николаевич
Васи́лий Никола́евич Журавлёв (2 августа 1904, Рязань — 16 ноября 1987, Москва) — советский кинорежиссёр, один из родоначальников советского кино для юношества.
Заслуженный деятель искусств РСФСР (1976), народный артист Кабардино-Балкарской АССР (1959).

## Биография
Родился в Рязани в семье бухгалтера и домохозяйки. С началом Первой мировой войны отец был призван в армию, после Октябрьской революции солдаты избрали его командиром роты. Василий на тот момент обучался в гимназии, несколько раз пытался сбежать на фронт, но его возвращали домой. С началом Гражданской войны вновь бежал на передовую, вступил в ряды Красной гвардии и до конца войны служил под началом отца.
В 1923 году Журавлёв переехал в Москву, чтобы продолжить обучение. По совету приятеля поступил в Государственный техникум кинематографии на актёрский факультет (на режиссёрском мест к тому времени уже не было). 
В 1924 году опубликовал киносценарий «Завоевание Луны мистером Фоксом и мистером Троттом», который позже лёг в основу одного из первых советских мультфильмов «Межпланетная революция» студентов ГТК, режиссёров Николая Ходатаева, Зенона Комиссаренко и Юрия Меркулова. Мультфильм создавался как анимационная вставка для научно-фантастической ленты Якова Протазанова «Аэлита», но в итоге в неё не вошёл и был выпущен отдельно в виде пародии.
Окончил ГТК в 1927 году. Не захотев связывать свою жизнь с актёрской профессией, в 1928 году стал помощником режиссёра в группе Сергея Юткевича на картине «Кружева». В 1929 году снял первый самостоятельный фильм — короткометражную комедию для детей «Приёмыш». «Реванш» (1931), снятый по сценарию Михаила Ромма, имел успех как первый историко-революционный детский фильм, посвящённый событиям 1905 года.
Для сложной в производстве картины «Космический рейс» привлёк Константина Циолковского, назвавшего постановку «в высшей степени желательной и современной». Благодаря его участию киногруппе удалось обеспечить почти безупречную научную достоверность происходящего.
С 1948 по 1952 год — режиссёр студии научно-популярных фильмов «Моснаучфильм».
Ю. М. Нагибин писал в 1954 году о своём несостоявшемся сотрудничестве с режиссёром: «…вонючая, грязная возня с гнусным сценарием и страшная зловещая убогость Василия Журавлёва. [Он] …начал ставить мой первый фильм, но не справился и уехал в Китай создавать китайский кинематограф».
В период с 1954 по 1956 год Журавлёв работал в Китае главным советником Управления кинематографии Министерства культуры КНР.
В 1960-е годы отошёл от детской тематики, снимал героико-революционные и военные фильмы, фильмы о разведчиках, а также документальное кино.
Василий Журавлёв поставил шестнадцать игровых фильмов. Три из них — «Граница на замке», «Гибель „Орла“», «Пятнадцатилетний капитан» — вошли в золотой фонд советской приключенческой киноклассики. На них воспитано поколение людей, родившихся в конце 30-х — начале 40-х годов.— Борис Кокоревич, «20 режиссёрских биографий»
Член КПСС с 1939 года. Член Союза кинематографистов СССР (Москва).
Скончался 16 ноября 1987 года в Москве. Похоронен на Введенском кладбище (участок № 20).

### Семья
Был женат на Ирине Николаевне Журавлёвой (1917—1995), сын — Николай Васильевич Журавлёв (1943—2005), писатель и публицист.

## Фильмография

### Режиссёр
- 1929 — Приёмыш (короткометражный)
- 1930 — Младший брат вуза (документальный)
- 1930 — Неизвестное лицо
- 1931 — Бомбист
- 1931 — Реванш
- 1935 — Космический рейс
- 1937 — Граница на замке
- 1938 — Борьба продолжается
- 1940 — Гибель «Орла»
- 1942 — Лесные братья (в Боевом киносборнике «Лесные братья»)
- 1945 — Пятнадцатилетний капитан
- 1947 — Мальчик с окраины
- 1950 — Цитрусовые культуры (научно-популярный)
- 1952 — Неразлучные друзья
- 1952 — Солнечное затмение 25 февраля 1952 года (научно-популярный)
- 1958 — Лавина с гор
- 1962 — Как я был самостоятельным
- 1965 — Чёрный бизнес
- 1967 — В небе только девушки (документально-игровой)
- 1970 — Морской характер
- 1973 — Человек в штатском
- 1975 — Папа, мама и я (документальный)
- 1976 — Видимость ноль (документальный)
- 1977 — Пять минут (короткометражный)
- 1980 — Всадник на золотом коне (стереофильм)

### Сценарист
- 1942 — Лесные братья (в Боевом к/сб. «Лесные братья»)
- 1945 — Пятнадцатилетний капитан (совм. с Г. Гребнером)
- 1965 — Чёрный бизнес (совм. с Н. Жуковым)
- 1970 — Морской характер (совм. с Л. Соболевым, О. Михальцевой)
- 1973 — Человек в штатском (совм. с Д. Быстролётовым)

## Призы и премии
- орден «Знак Почёта» (6 марта 1950)[6]
- народный артист Кабардино-Балкарской АССР (1959)[8] — за постановку фильма «Лавина с гор» (1958)
- орден «Знак Почёта» (12 апреля 1974)[11]
- заслуженный деятель искусств РСФСР (1976)[8]
- Республиканская премия имени Салавата Юлаева (1981) — за постановку фильма «Всадник на золотом коне» (1980)[12]